# Комфер, Джей Ти
Джозеф Тэйлор Комфер (англ. Joseph Taylor Compher; род. 8 апреля 1995, Нортбрук) — американский хоккеист, нападающий клуба «Детройт Ред Уингз» и сборной США по хоккею. Обладатель Кубка Стэнли 2022.

## Карьера

### Клубная
На драфте НХЛ 2013 года был выбран во 2-м раунде под общим 35-м номером клубом «Баффало Сейбрз». Он продолжил свою карьеру в команде «Мичиган Вулверниз», команду представляющую Мичиганский университет. По итогам первого сезона он стал лучшим бомбардиром команды и лидером среди новичков, при этом собрав ряд индивидуальных наград.
В новом сезоне он стал альтернативным капитаном «Мичигана». В июне 2015 годы был включен в число игроков для обмена в «Колорадо Эвеланш». В июне 2015 года он стал капитаном своей команды. По итогам регулярного чемпионата он стал втором игроком лиги по набранным очкам и первым по количеству передач, по итогам плей-офф «Вулверниз» стали чемпионами, а Комфер был включён в обе сборные звёзд.
25 апреля 2016 года он подписал с «Колорадо» трёхлетний контракт новичка. После подписания контракта он был переведён в фарм-клуб «Эвеланш» «Сан-Антонио Рэмпейдж», в котором продолжил свою карьеру и по ходу сезона был лидером команды, набрав 41 очко. Дебютировал в НХЛ 2 марта 2017 года в матче с «Оттавой Сенаторз», который «Сенаторз» выиграли со счётом 2:1. 15 марта в матче с «Детройт Ред Уингз» забросил первую шайбу в НХЛ, а Колорадо выиграли матч со счётом 3:1.
22 февраля 2019 года в матче с «Чикаго Блэкхокс» оформил дубль и отдал результативную передачу, заработав впервые в карьере 3 очка, а «Колорадо» выиграло матч со счётом 5:3.
17 июля 2019 года продлил контракт с «Эвеланш» на четыре года. 12 мая 2021 года в матче с «Лос-Анджелес Кингз» оформил свой первый хет-трик в НХЛ и помог своей команде выиграть матч со счётом 6:0. В плей-офф Кубка Стэнли 2022 он стал одним из ключевых игроков команды; в 6-м матче серии с «Сент-Луис Блюз» оформил дубль, а «Колорадо» выиграло матч со счётом 3:2. По итогам плей-офф «Колорадо Эвеланш» вышли в финал Кубка Стэнли, в котором в шести матчах обыграли «Тампу-Бэй Лайтнинг» и завоевали Кубок Стэнли.
1 июля 2023 года в качестве свободного агента перешёл в «Детройт Ред Уингз», с которым подписал пятилетний контракт.

### Международная
В составе юниорской сборной играл на ЮЧМ-2012 и ЮЧМ-2013, став при этом в 2012 году чемпионом мира, а в 2013 году серебряным призёром.
В составе молодёжной сборной играл на МЧМ-2015, на котором американцы выбыли в 1/4 финала, проиграв со счётом 3:2 молодёжной сборной России.
Играл за сборной США на ЧМ-2016 и ЧМ-2017, на которых американцы остались без медалей.

## Статистика

### Международная
| Год                                    | Сборная                                | Турнир                                 | Место                                  |    | И | Г  | П  | О  | Штр |
| 2012                                   | США (юн.)                              | U17                                    | 2                                      | 6  | 4 | 7  | 11 | 14 |     |
| 2012                                   | США (юн.)                              | ЮЧМ                                    | 1                                      | 6  | 2 | 3  | 5  | 4  |     |
| 2013                                   | США (юн.)                              | ЮЧМ                                    | 2                                      | 7  | 3 | 4  | 7  | 8  |     |
| 2015                                   | США (мол.)                             | МЧМ                                    | 5                                      | 5  | 0 | 0  | 0  | 0  |     |
| 2016                                   | США                                    | ЧМ                                     | 4                                      | 10 | 1 | 2  | 3  | 2  |     |
| 2017                                   | США                                    | ЧМ                                     | 5                                      | 8  | 2 | 0  | 2  | 0  |     |
| Всего на юниорском и молодёжном уровне | Всего на юниорском и молодёжном уровне | Всего на юниорском и молодёжном уровне | Всего на юниорском и молодёжном уровне | 23 | 9 | 14 | 23 | 26 |     |
| Всего на взрослом уровне               | Всего на взрослом уровне               | Всего на взрослом уровне               | Всего на взрослом уровне               | 18 | 3 | 2  | 5  | 2  |     |